# سيديكو
سيديكو (بالإيطالية: Sedico)‏ هي بلدية في مقاطعة بلونة في منطقة فنيتة الإيطالية، وتقع على بعد 80 كيلومترًا (50 ميلًا) شمال مدينة البندقية و 9 كم (6 ميل) غرب بلونة.